# Brossard—Saint-Lambert
Pour les articles homonymes, voir Brossard et Saint-Lambert.
Circonscription électorale fédérale du Canada
Brossard—Saint-Lambert est une circonscription électorale fédérale au Québec (Canada).

## Géographie
La circonscription se trouve sur la Rive-Sud de Montréal, dans l'agglomération de Longueuil en Montérégie. Elle comprend les villes de Brossard et de Saint-Lambert.
Les circonscriptions limitrophes sont La Prairie, Beloeil—Chambly, Longueuil—Charles-LeMoyne et Ville-Marie—Le Sud-Ouest—Île-des-Sœurs.

## Historique

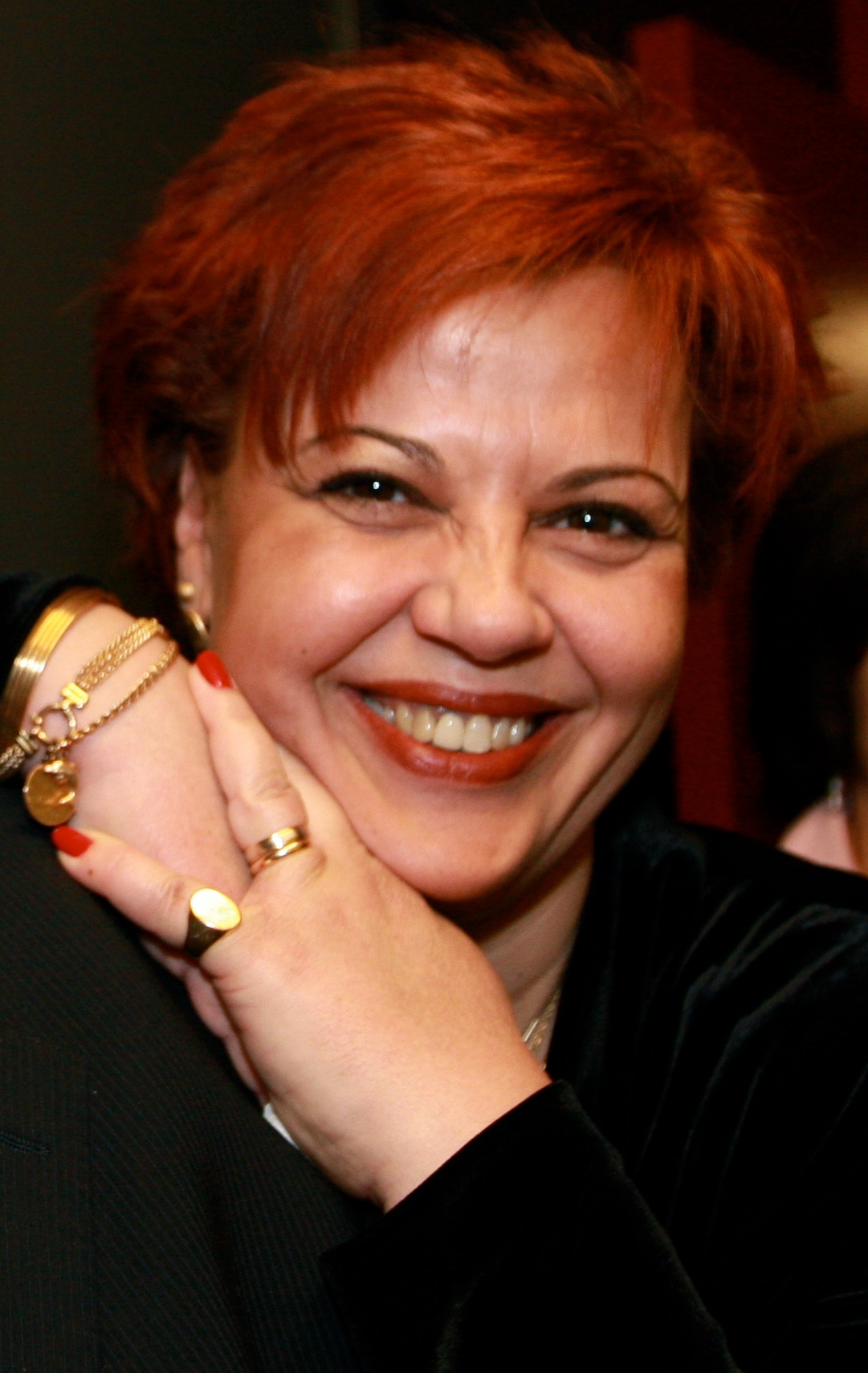
Alexandra Mendes est députée depuis 2015 de Brossard-Saint-Lambert.

## Députés
| Législature                                                          | Années        | Député           | Parti | Parti    |
| -------------------------------------------------------------------- | ------------- | ---------------- | ----- | -------- |
| Brossard—Saint-Lambert issue de Brossard—La Prairie et Saint-Lambert |               |                  |       |          |
| 42e                                                                  | 2015–2019     | Alexandra Mendès |       | Libérale |
| 43e                                                                  | 2019–2021     | Alexandra Mendès |       | Libérale |
| 44e                                                                  | 2021–2025     | Alexandra Mendès |       | Libérale |
| 45e                                                                  | 2025–en cours | Alexandra Mendès |       | Libérale |